# Alberto Terrones Benítez
Alberto Terrones Benítez fue un político y abogado mexicano.

## Biografía
Nació el 3 de julio de 1887, en la villa de Nombre de Dios, Durango. Sus padres fueron Antonino Terrones y Candelaria Benítez.
Sus estudios preparatorios y profesionales los realizó en el Instituto Juárez en el cual se graduó como abogado. Además, cursó estudios económicos fiscales, se especializó en derecho minero y economía minera.
Se casó con María Langone Volpe en 1913 y tuvo 5 hijos: Alberto, María Angelina, José, Miguel y Eduardo. Sus nietos son Humberto y Mauricio Terrones Maldonado. 
En el Congreso Constituyente de Querétaro, destacó por sus ideas liberales, fue diputado del sexto distrito de Durango con cabecera en Tepehuanes. Asistió a todas las sesiones y discutió los artículos 3.º, 5.º, 14.º, 16.º, 27.º, 28.º, 123.º y 13.0º .
Fue fundador del Sindicato de Campesinos Agraristas del Estado de Durango tuvo a su cargo todos los asuntos agrarios correspondientes a este estado, desde el año 1917 hasta 1924, y  cuyo lema fue “Tierra por la Ley o por la Fuerza” .
Formó parte del grupo de senadores opositores a la reelección de Álvaro Obregón.
Desempeñó los cargos de gobernador interino de Durango en los años de 1929 y 1930, presidente del Tribunal Superior de Justicia de Durango, diputado federal suplente en las legislaturas XXVIII, XXIV y XXX, diputado propietario en la XXXI legislatura, representante del gobierno de Durango en congresos científicos, y senador de la República. Recibió la Condecoración Miguel Hidalgo en 1978 y la Presea Francisco Zarco que otorga el Estado de Durango en 1979.
Falleció en la Ciudad de México el 28 de diciembre de 1981 a la edad de 94 años.